# Rio Coliţca
O rio Coliţca é um rio afluente do rio Crasna, na Romênia.